# 慈悲耶稣大殿
15°30′3.14″N 73°54′41.44″E / 15.5008722°N 73.9115111°E
慈悲耶稣大殿（英語：Basilica of Bom Jesus）是一座罗马天主教宗座圣殿，位于印度果阿邦果阿旧城。现在已被列为一处世界遗产。 
慈悲耶稣大殿始建于1594年，1605年祝圣，是印度最古老的教堂之一。该堂是传教史上的重要地标，堂内保存有前往亚洲传教，而在中国广东省上川岛病故的耶稣会传教士圣方济各沙勿略的圣髑。据说，沙勿略的尸体长期不腐烂，吸引了大量访客。
该堂所在的果阿旧城，曾是葡萄牙统治时期的果阿的中心。
耶稣会教堂是印度的第一座宗座圣殿，也是印度最典型的巴洛克建筑。

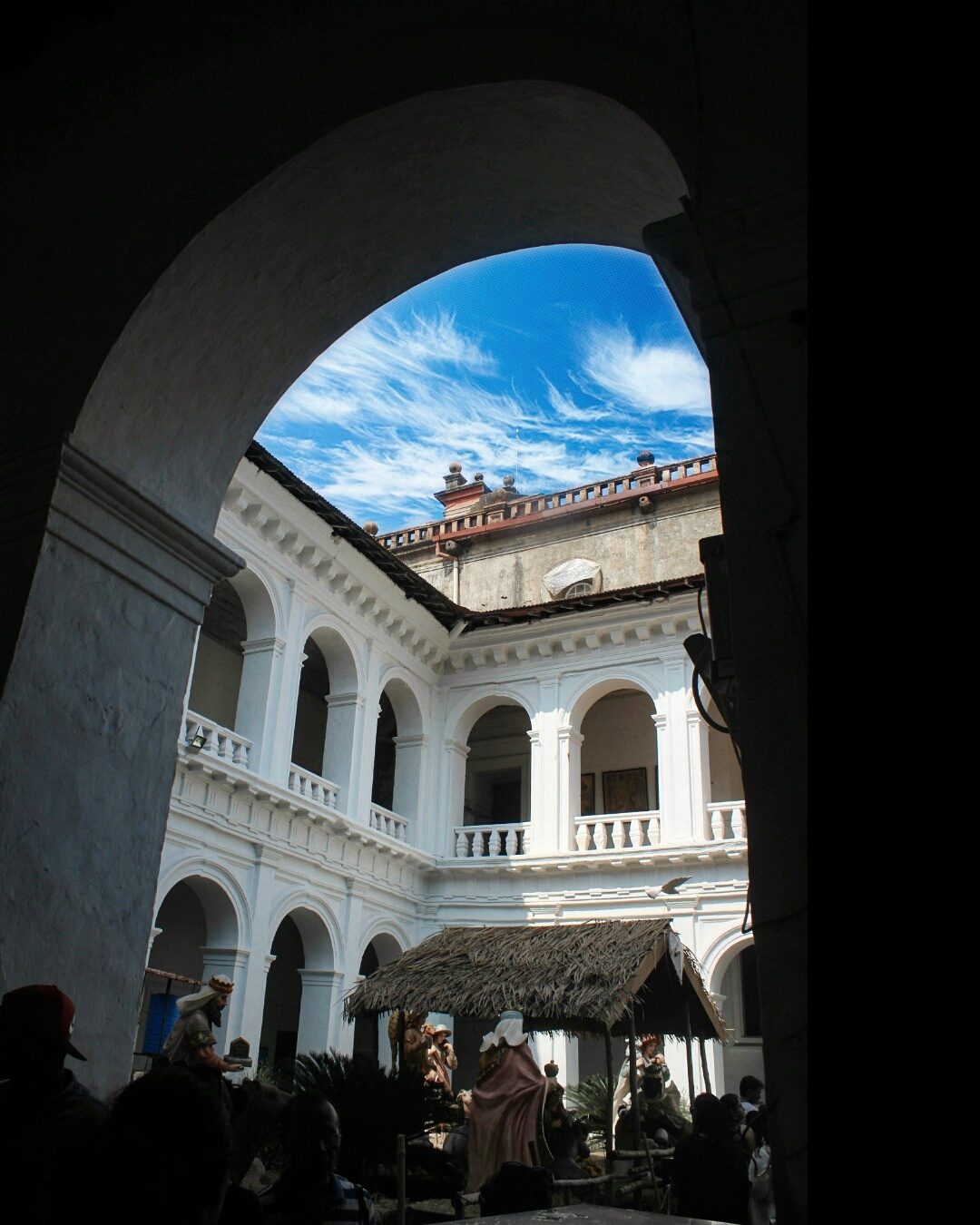
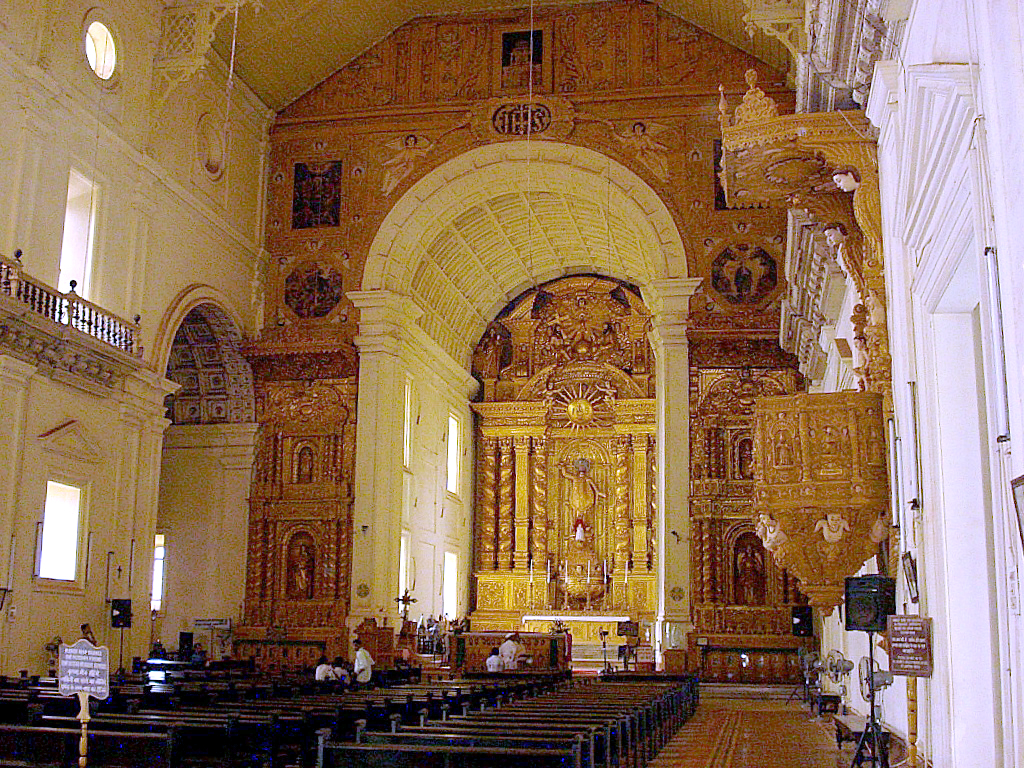
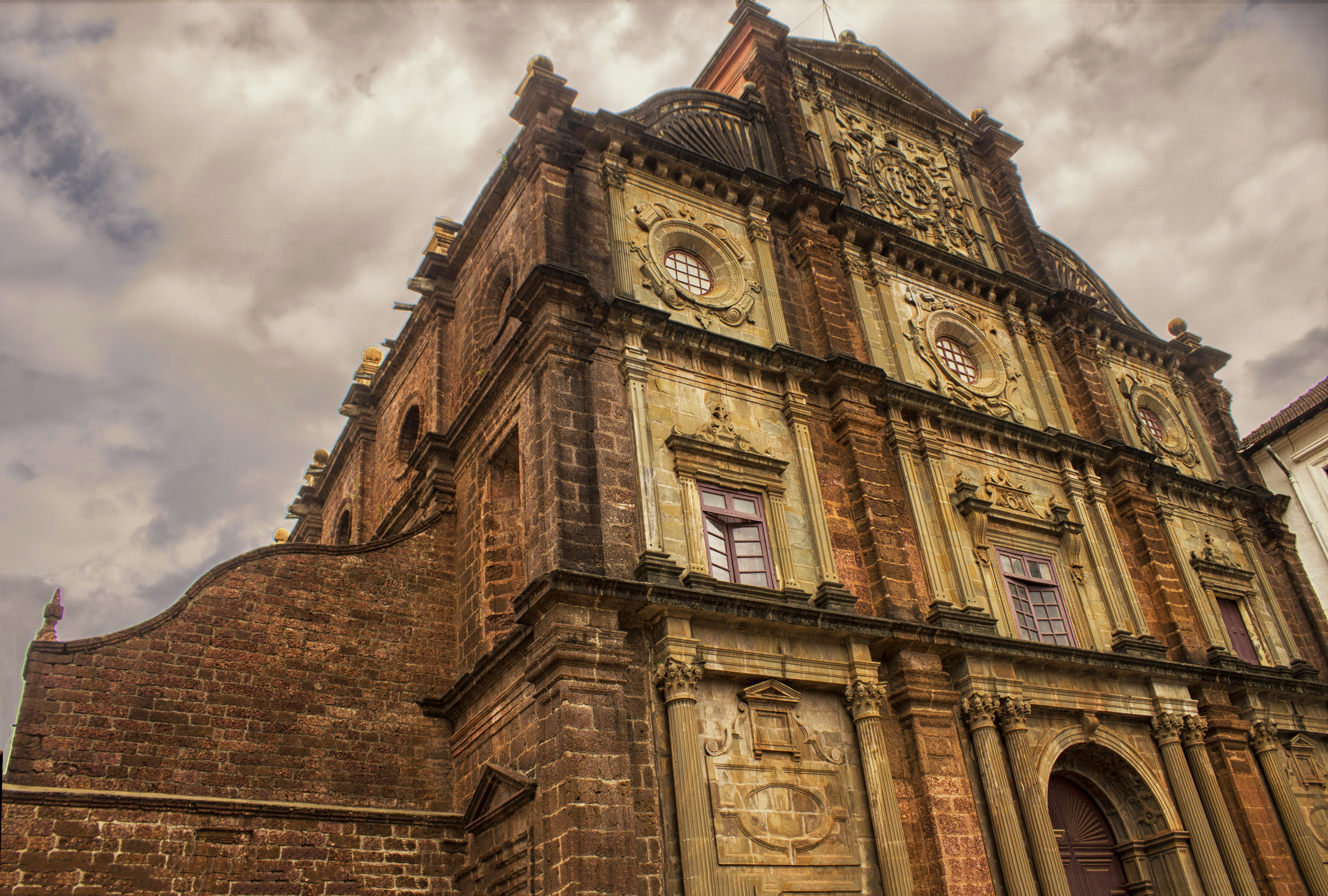
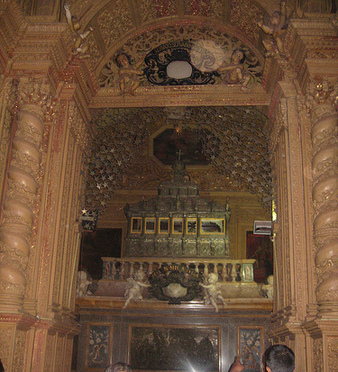
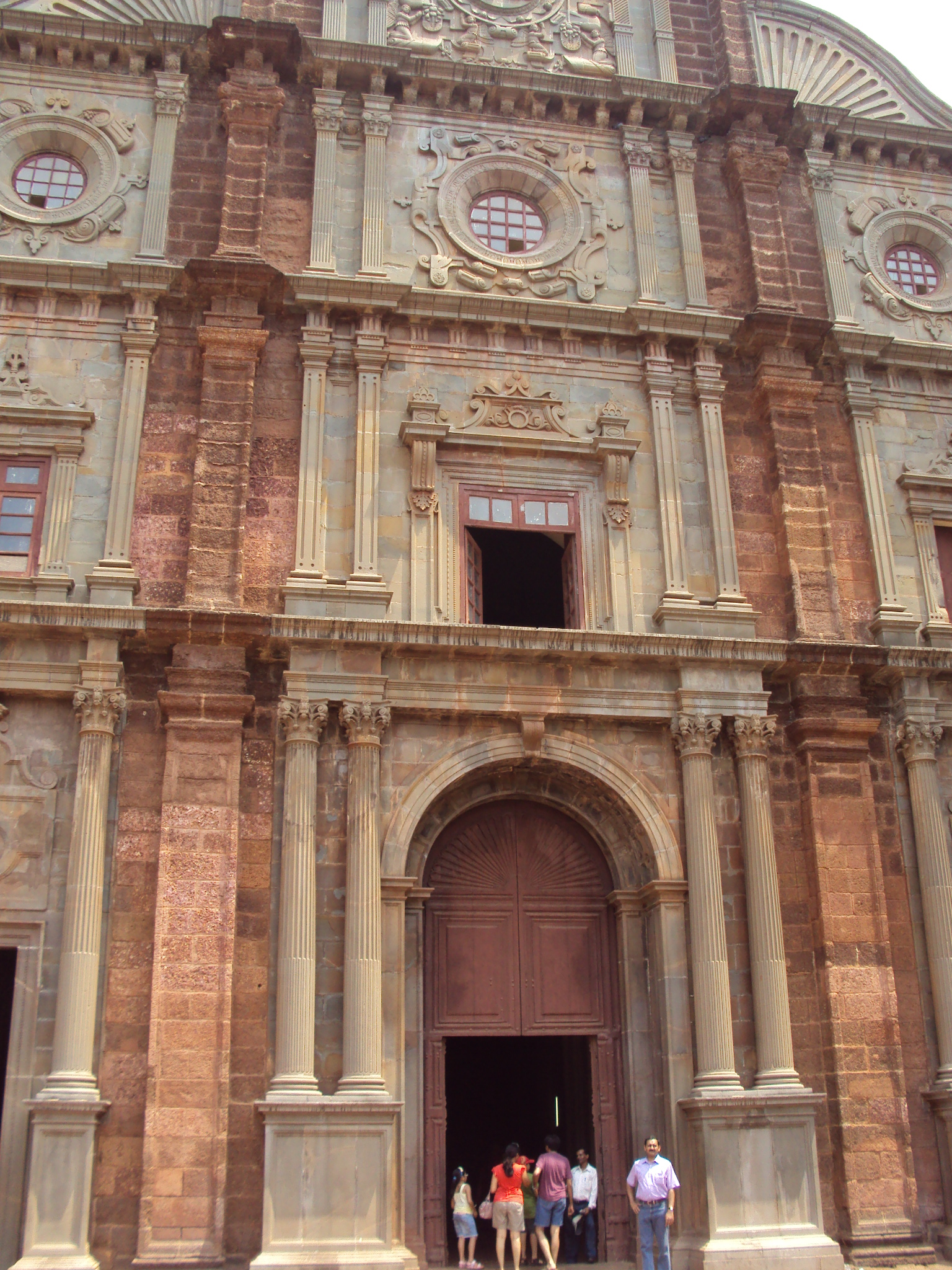
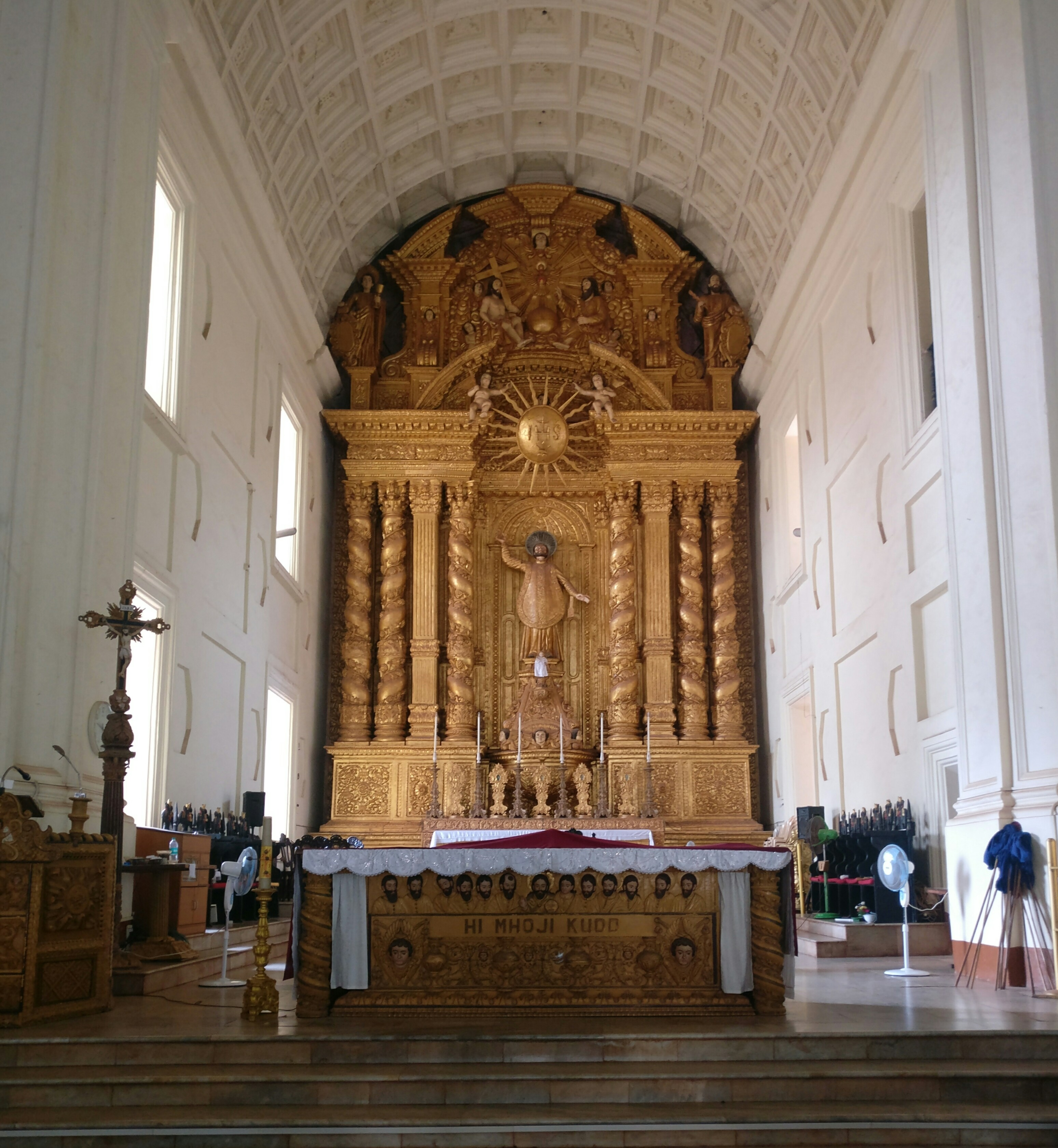
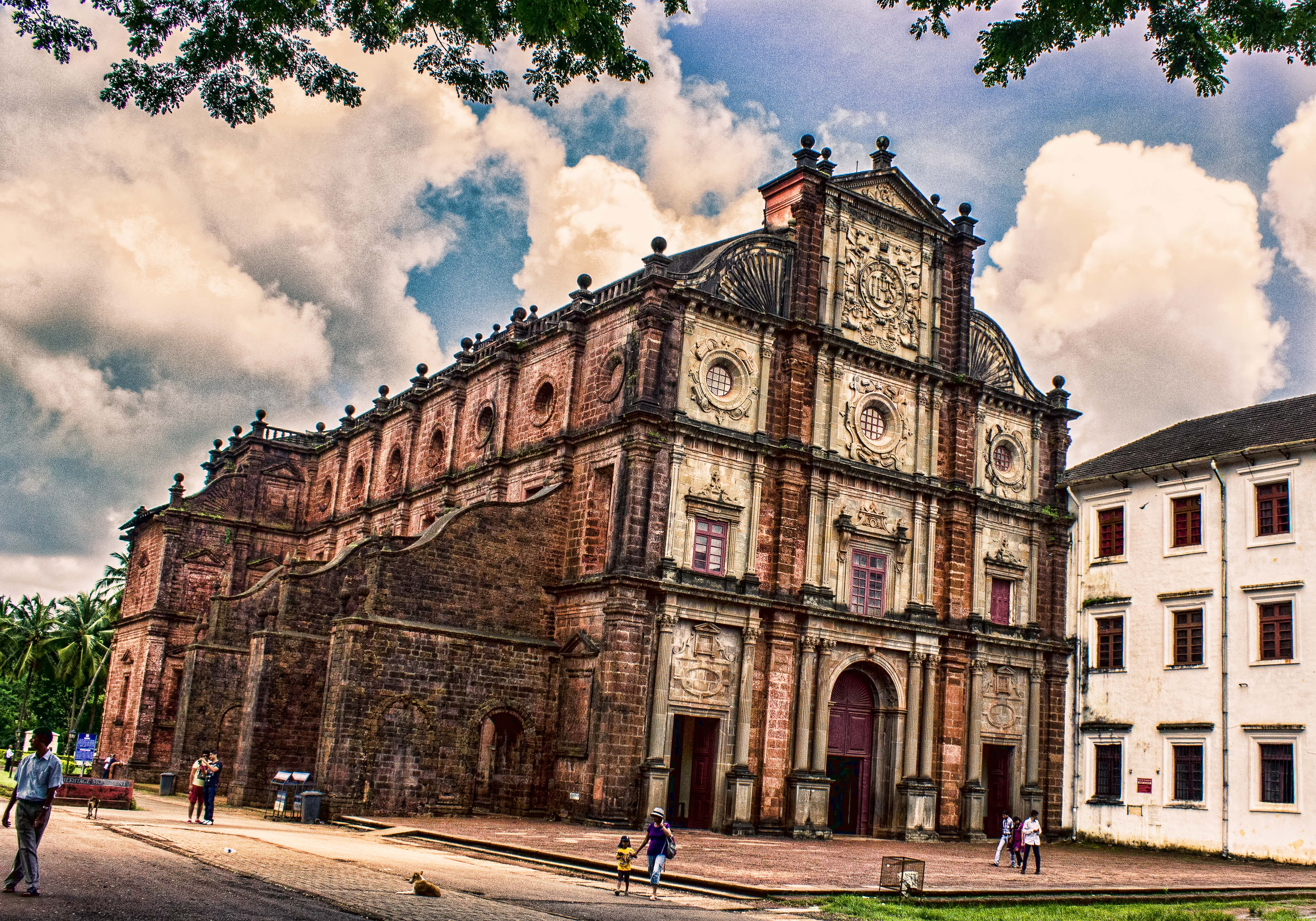
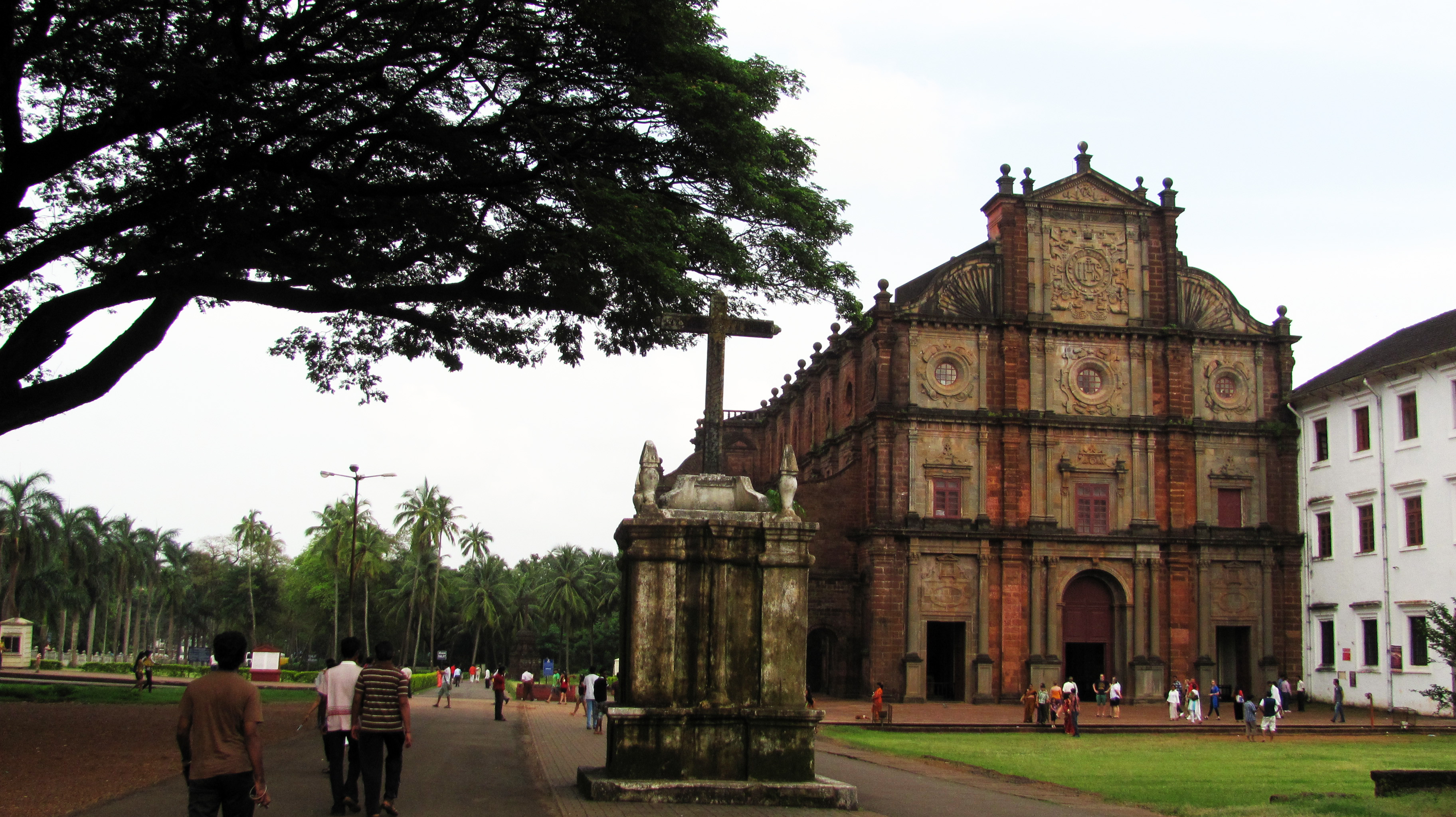
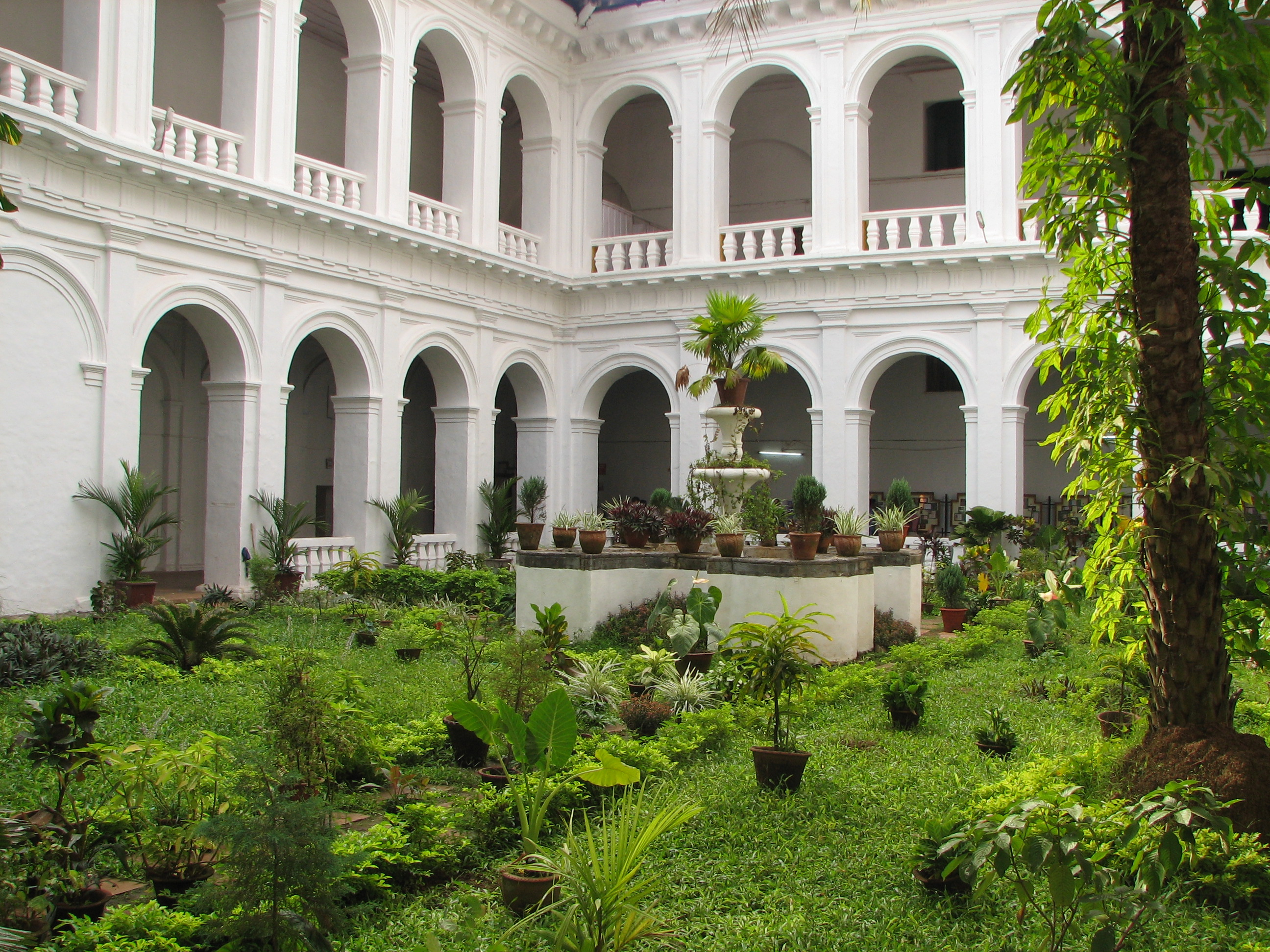
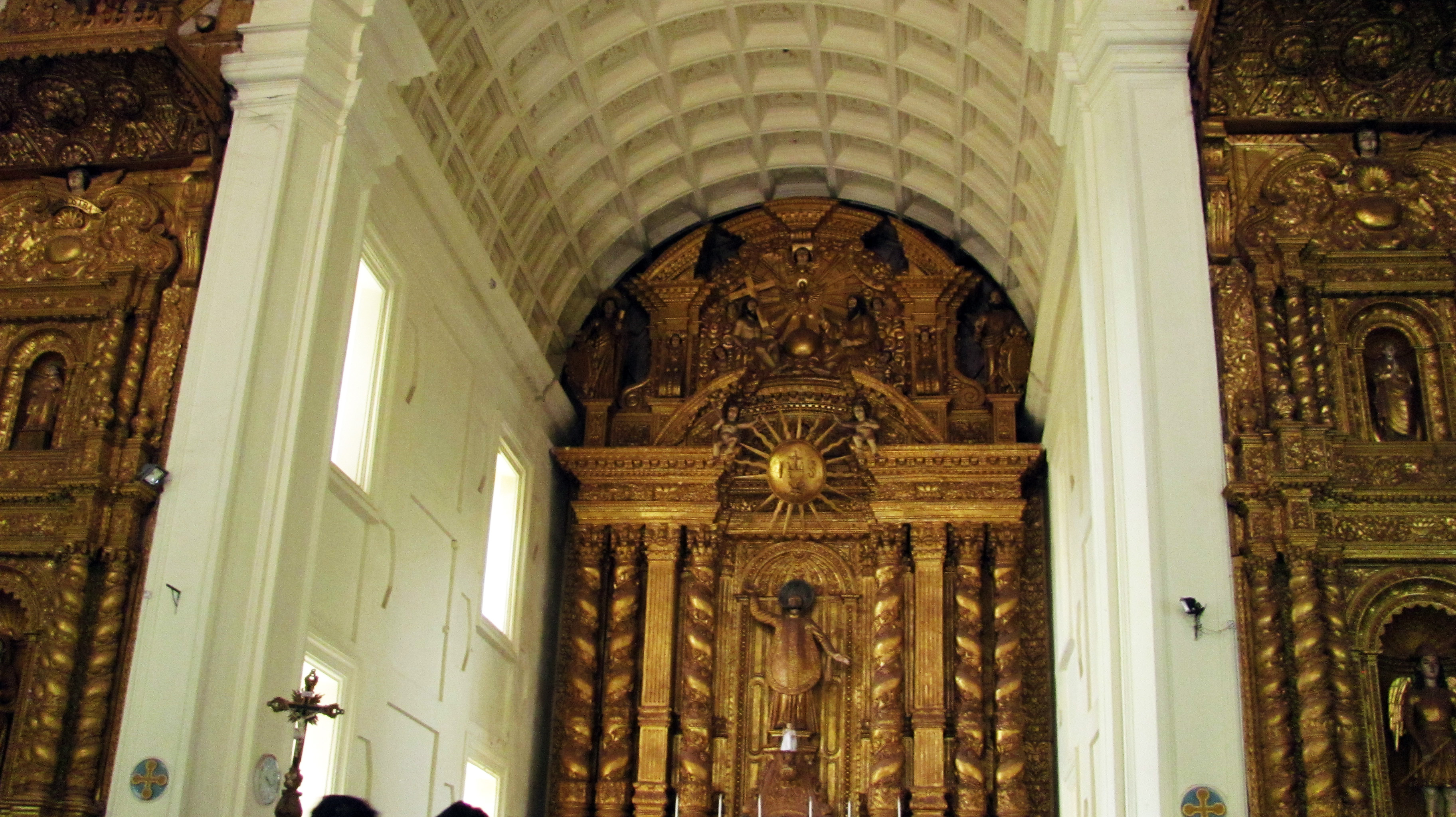
Altar
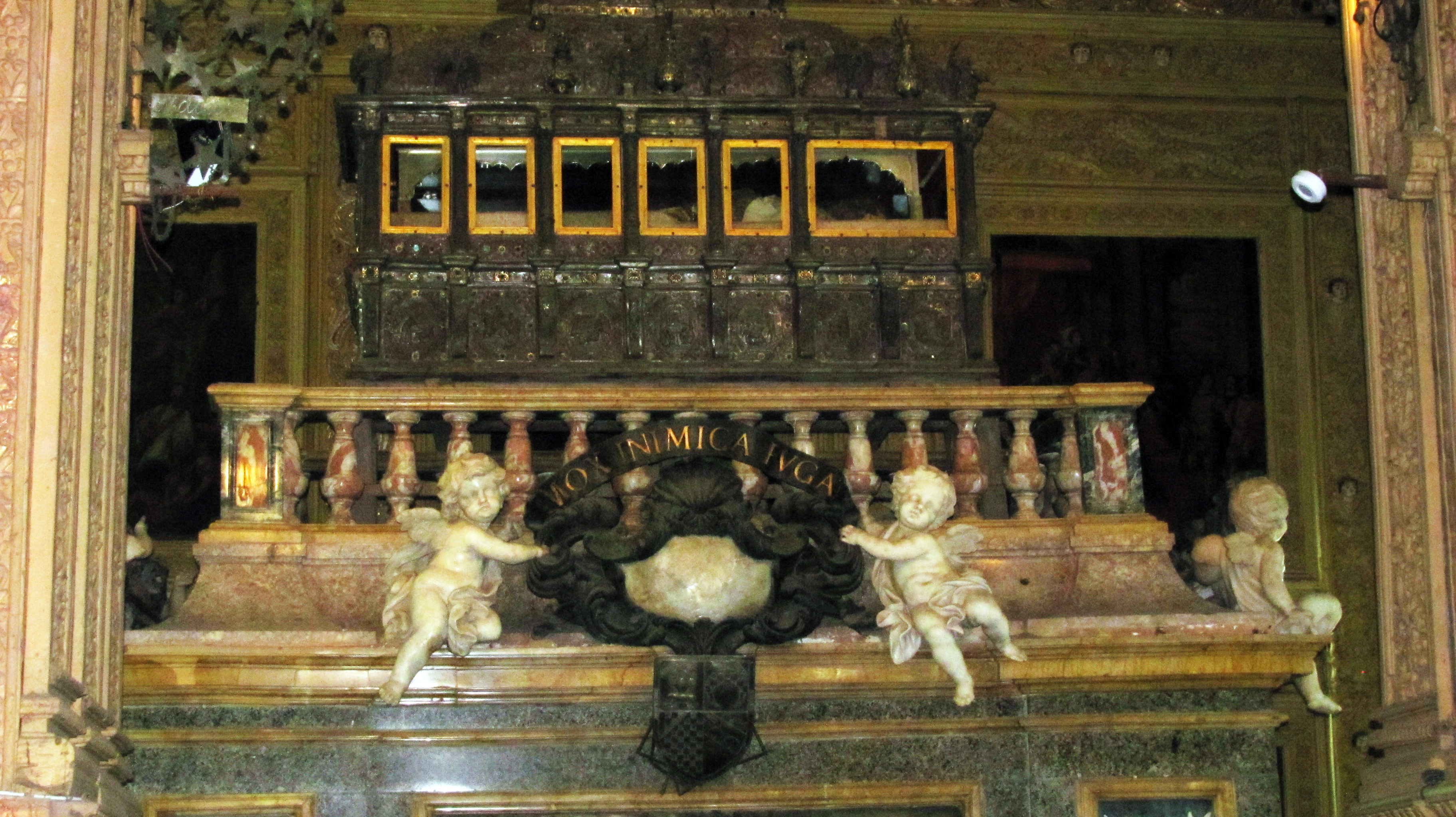
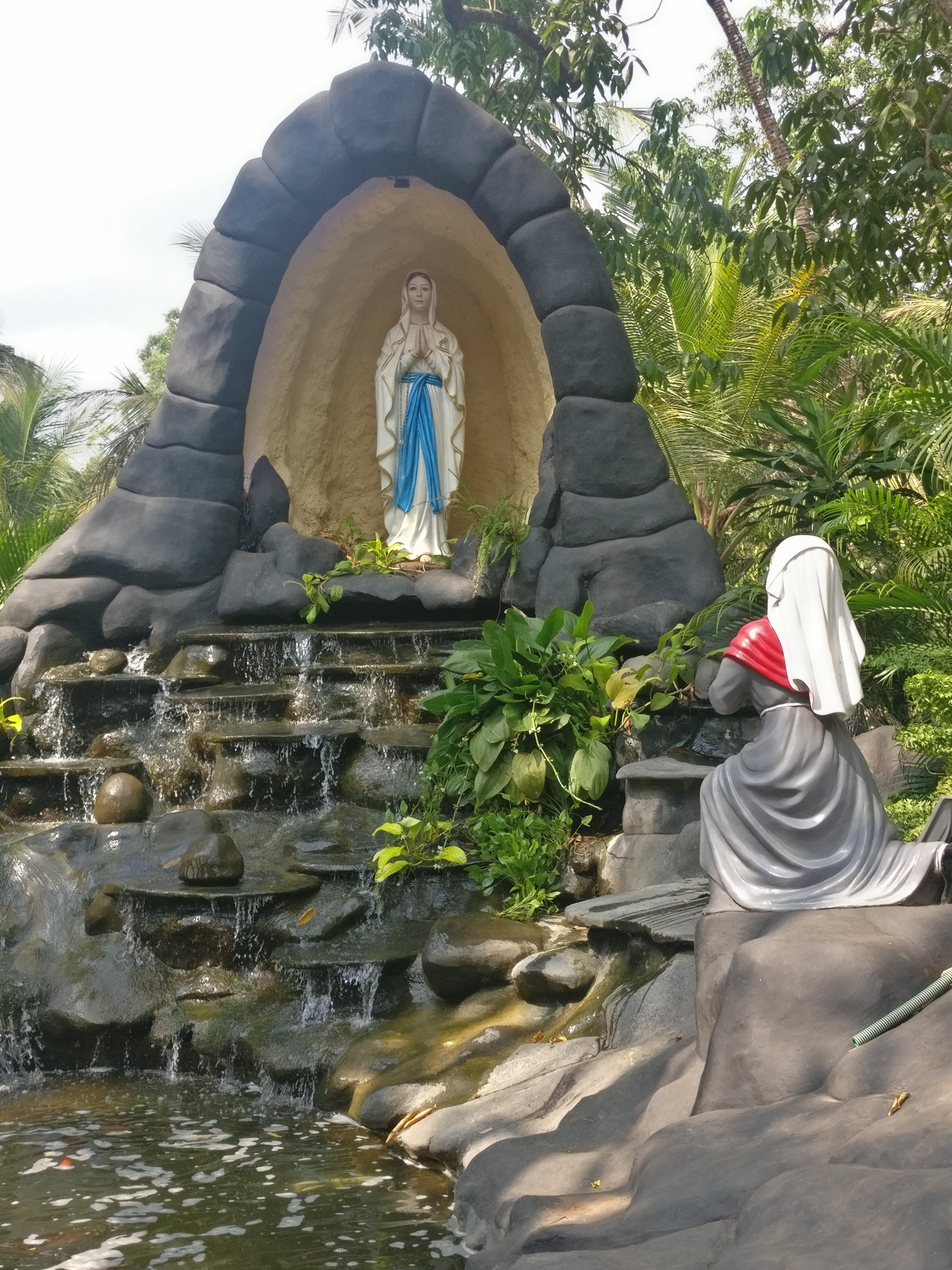
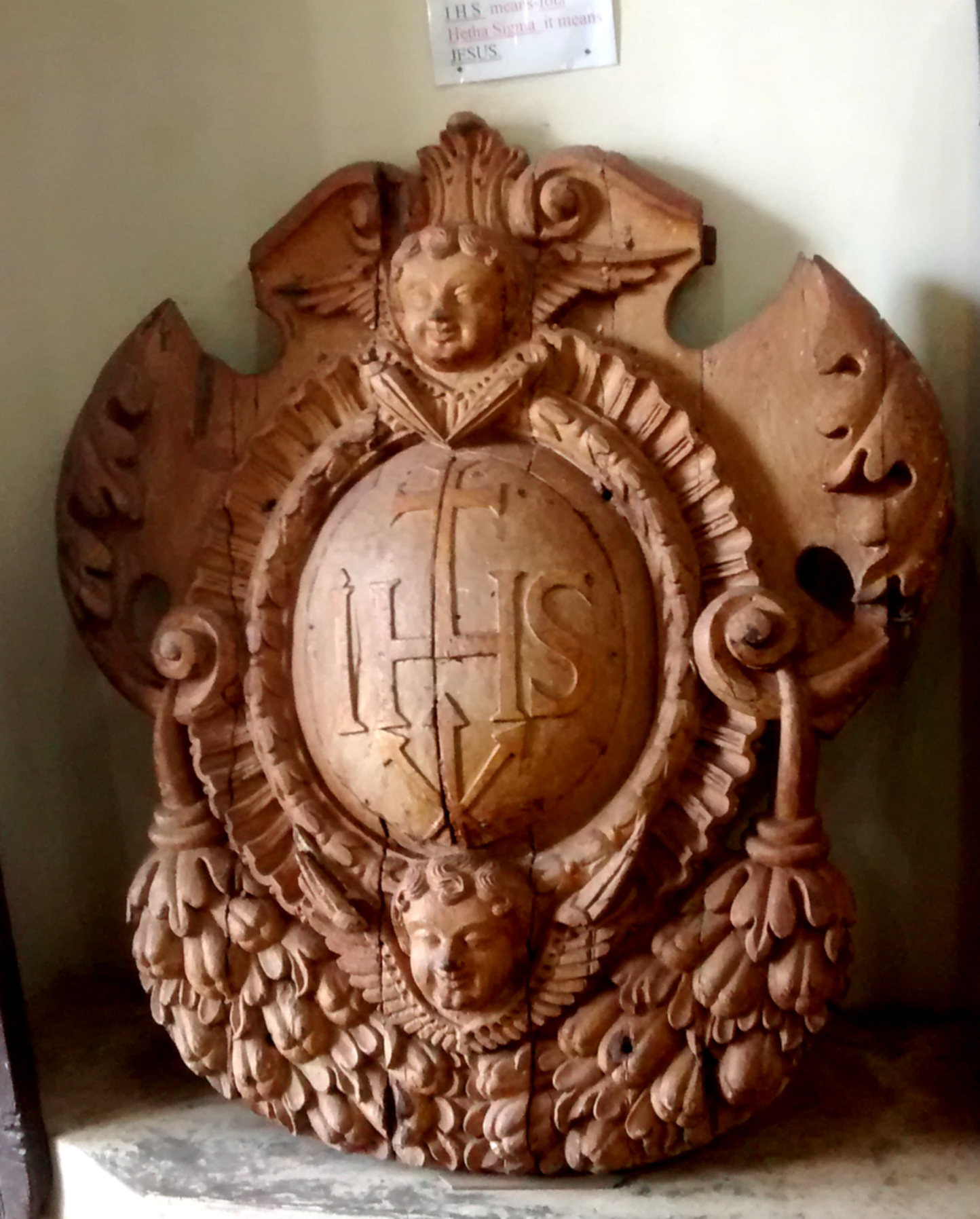